# Ручьи (военно-морская база)
Вое́нно-морска́я база «Ручьи» — военно-морская база Балтийского флота, существовавшая в 1930—1941 и 1944—1945 годах, не достроена и ликвидирована.
Находилась в Лужской губе Финского залива около населенных пунктов Косколово, Ручьи и Вистино Кингисеппского района Ленинградской области.
Имела названия «Лужская», «Усть-Луга», а также город Комсомольск-на-Балтике и «Строительство-200».

## Строительство
В июне 1933 года Совет Труда и Обороны (СТО) принял постановление «О программе военно-Mopского строительства на 1933—1938 годы». Программа предусматривала обновление корабельного состава флота, увеличение в 3 раза сил морской авиации, строительство аэродромов, береговых и зенитных батарей и военно-морских баз. В дополнение к этому документу тогда же появилось секретное постановление СТО за № 37 «Об особых мероприятиях по Кронштадтской морской крепости», в котором предписывалось: «Приступить в 1934 году к постройке маневренной базы Балтийского флота в Лужской губе», а также к строительству в её районе «боескладов (в первую очередь для минно-торпедного боезапаса и вооружения)…» Нарком Военно-Морского Флота обязывался «представить в месячный срок по этому вопросу в СТО доклад со всеми необходимыми расчётами». Доклад, конечно, был представлен. Вскоре в Штабе Балтийского флота стали накапливаться «Материалы о строительстве маневренной базы „Ручьи“ в Лужской губе». Составляющие их доклады, задания, схемы и таблицы носили гриф «Совершенно секретно». Задание 1934 года гласило, что «маневренная база „Ручьи“ создается для базирования в мирное и военное время». База должна была обеспечить:
«а) якорную стоянку на рейде для всех кораблей;
б) надежную стоянку в гавани для эскадренных миноносцев, подлодок, сторожевых кораблей, тральщиков и других кораблей малого тоннажа;
в) хранение и прием топлива, воды и предметов технического и хозяйственного снабжения;
г) хранение и прием мин и торпед;
д) минимальное размещение на берегу в летнее время личного состава (краснофлотцев, начсостава и их семейств) кораблей и их культобслуживания». Предполагалось, что в будущей военно-морской базе «Ручьи» в мирное время должно располагаться до 102-х кораблей, а в военное — до 138-ми.
В число этих кораблей первоначально включалось 3 линкора (на Балтике в то время их было только два). В соответствии с проектом задания 1935 года в базе «Ручьи» к тому же должны были размещаться и два новейших крейсера. Планы 1937 года предполагали базирование в Ручьях уже 4-х, а затем 6-ти строившихся в то время легких крейсеров типа «Киров» и 8-ми проектируемых линкоров. (Линкоры проекта «Б» должны были иметь 26 тысяч тонн водоизмещения, 250 метров длину, девять 305 мм орудий главного калибра; линкоры проекта «А» — 35 тысяч тонн, 265 метров и девять орудий калибром 406 мм).
Оборону ВМБ «Ручьи» должны были осуществлять артиллерийские батареи в районе Колгомпя, стационарные батареи для борьбы с легкими силами и торпедными катерами, а также 180-мм и 356-мм орудия железнодорожной артиллерии, расположенные на базе железнодорожной артиллерии Балтфлота «Мукково», в двадцати километрах южнее, на Кургальском полуострове. Специально для них от Усть-Луги была проложена железнодорожная ветка. Огибая с юга озеро Белое, она шла по западной части полуострова до Вейно, Липовского озера и гидроаэродрома. На побережье Финского залива и полуострове Колгонпя прокладывалась сеть железнодорожных линий для артиллерийских транспортеров, которые должны были, в частности, защищать и будущую базу флота от нападения с моря

 По воспоминаниям Афанасия Леонтьевича Фёдорова, бывшего в 30-е годы председателем Сойкинского сельсовета, строительство базы в Ручьях началось уже в 1933 году. Перед его началом в сопровождении партийного и, военного руководства флота в Ручьи приезжал нарком К. Е. Ворошилов. Вероятно, с тех пор построенные на Сойкинском и Кургальском полуостровах булыжные дороги называют «ворошиловскими». Для строительства этих дорог и самой базы были привлечены значительные трудовые силы. Самой большой по численности силой являлись заключенные. В район Ручьев их прибыло более десяти тысяч человек. Заключенные были размещены в построенных на ручьевском берегу, обнесенных колючей проволокой бараках. Это был Лужский лагерь НКВД СССР. Он входил в состав относящегося к тому же ведомству «Строительства-200». Начальником строительства был комбриг Афанасьев, начальником политотдела Федоров. Кто-то из них или их окружения и обронил в разговоре с председателем сельсовета фразу: «Здесь будет „Второй Кронштадт“».
По словам бывшего председателя Сойкинского сельсовета, кроме заключенных над созданием и обслуживанием базы в Ручьях трудились 1200 человек инженерно-технического персонала. Они являлись вольнонаемными и жили в районе строительства с семьями. Многие из них должны были остаться здесь на постоянное жительство для обслуживания объектов базы. Для их семей и семей военных моряков на берегу в районе Ручьи-Вистино начали строить большие четырёх- и пятиэтажные дома. Если районный центр Кингисепп с населением в шесть с половиной тысяч человек состоял в основном из деревянных одноэтажных домов с печным отоплением, без водопровода, и улиц без твердого покрытия, то на Кингисеппском взморье в середине 30-х возникал настоящий современный город. Здесь были и водопровод, и канализация, и паровое отопление, и мощеные тротуары, Вскоре на территории «Второго Кронштадта» появились магазины, столовые, ресторан, детские сады, большая десятилетняя школа (пущена в строй в 1937-м), театр (большой базовый клуб), госпиталь, банно-прачечный комбинат, гостиница. Все здания и дороги в новом городе были каменными. Город тянулся от Ручьев до Вистино и имел несколько улиц.
Быстрыми темпами велось строительство военных объектов базы. С самого его начала на расстоянии нескольких километров с помощью металлических свай был укреплен берег, а затем вблизи него углубили акваторию будущей базы, Была построена железобетонная стенка с пирсами для стоянки кораблей. От Косколово на Ручьи была проведена железная дорога. Дальше от Ручьев она шла на Калище, Шлиссельбург и Ленинград. Но этот участок до начала войны достроить не успели, доведя его только до Колгомля. Одна из двух железнодорожных линий (нижняя) проходила по самому берегу Лужской губы и предназначалась для нужд строительства и самой базы. Другая (верхняя) шла в полукилометре выше и предназначалась для обслуживания возникающего города и близлежащих населенных пунктов. Вероятно, самым грандиозным сооружением строителей ВМБ «Ручьи» был сухой док, выкопанный, по словам А. Л. Федорова, почти вручную на месте Вистинского луга. Размеры котлована для этого дока составляли примерно полтора километра на 800 метров. Глубина его равнялась 12-ти метрам. Копали док в течение 5 лет. Рядом с доком находились судоремонтные мастерские.

## Действующая военно-морская база
2 июля 1941 года в базу был назначен командир — капитан 2-го ранга Владимир Нестерович Лежава.
1 сентября на основании приказа командующего Балтийским флотом вице-адмирала В. Ф. Трибуца ВМБ «Ручьи» была расформирована. Выполнив приказ командования, в ночь на 3 сентября последние части покинули района Ручьев.
Во время оккупации территории Ленинградской области немецко-фашистскими войсками использовалась как военно-морская база Германии.
После освобождения территории Кингисеппского района в 1944 году в Ручьях вновь была создана ВМБ. Она называлась Лужской и по прежним меркам была совсем небольшой. В ней базировалось всего несколько эсминцев и тральщиков и десяток сторожевых катеров. В том же году Лужская база вошла в состав Таллинского морского оборонительного района и была выведена из Ручьев на запад.

## Командиры базы
- со 2 июля 1941 года по сентябрь 1941 года — капитан 2-го ранга Владимир Нестерович Лежава
- с февраля 1944 по март 1944 года — капитан 1-го ранга Александр Петрович Александров.
- с марта 1944 по август 1944 года — контр-адмирал Илья Данилович Кулишов

## Военно-морская база Ручьи в воспоминаниях ветеранов
Хотя информации о самой базе в исторической литературе практически нет, военно-морская база Ручьи живёт в воспоминаниях ветеранов Балтийского флота.

7-му и 2-му дивизионам было приказано перебазироваться в недавно освобожденные военно-морские базы Ручьи и Усть-Луга и начать траление фарватеров Лужской губы.
5 мая 1944 года, ночью, мы вышли из Кронштадта. Было довольно свежо, туман скрывал береговые ориентиры. Миля за милей мы продвигались на запад. Около полудня остался позади траверз мыса Колгонпя. Вскоре показались Ручьи. Сигнальщик доложил, что слышит шум самолёта. Объявили боевую тревогу. Из облаков вынырнул «Хейнкель-111». По нему ударили пулемёты со всех катеров. Открыли огонь и зенитчики с берега. Фашист отвернул с боевого курса и скрылся.
Через час катера зашли в гавань Ручьи. До войны мне там приходилось бывать часто. База, оборудованная удобными, большими пирсами, могла принимать корабли всех классов. Сейчас я увидел одни развалины. Словно смерч прошёл… Причальный фронт исчез. Взрывы снарядов и бомб разметали по гавани каменные и железобетонные глыбы, разломанные, обгорелые деревянные конструкции. Швартоваться негде. От волнения все мы долго не могли прийти в себя…

 В вахтенном журнале флагманского «КТ-97» записано:
"19 ноября 1944 года. Семь катеров-тральщиков 7 ДКТЩ подняты на стенку в Ораниенбауме на зимний судоремонт.
1 декабря. В гавани Ручьи подняты на стенку четыре катера…
2 декабря. Шесть катеров-тральщиков подняты на стенку в гавани «Ручьи».

В Ручьях вынуждено было остаться больше половины дивизиона. Я уже рассказывал об этой гавани, разоренной, разрушенной фашистами. Здесь и пришлось личному составу зимовать, ремонтировать катера, готовить их к летней кампании 1945 года. 

Своевременным оказалось наше перебазирование. 4 мая два десятка вражеских истребителей, подлетев на предельно малой высоте к аэродрому Лавенсари, блокировали подъём в воздух 3-го гвардейского полка. Тем временем 36 «Юнкерсов» были обнаружены в Нарвском заливе. Они держали курс на Ручьи, где находилось более двух десятков боевых кораблей и тральщиков. Наш полк подняли по тревоге. 1-я эскадрилья была направлена в Лавенсари, а 2-я и 3-я — отражать налет бомбардировщиков. [445]